# MOA-2007-BLG-192L
MOA-2007-BLG-192L é uma estrela anã vermelha de baixa massa ou uma anã marrom, localizada a cerca de 3 mil anos-luz de distância a partir da Terra, na constelação de Sagittarius. Estima-se que ela tenha uma massa de cerca de 6% da massa do Sol. Em 2008, foi anunciado que um planeta extrassolar classificado como uma superterra estar orbitando este objeto.

## Sistema planetário
A descoberta de um planeta, MOA-2007-BLG-192Lb, orbitando esse objeto foi anunciada em 2 de junho de 2008. Este planeta, com uma massa de cerca de 3,3 vezes maior que a Terra, era um dos menores planetas extrassolares conhecidos quando o mesmo foi descoberto. Ele foi descoberto através de uma microlente gravitacional, evento que ocorreu em 24 de maio de 2007, que foi detectado como parte do levantamento de microlente do MOA-II no Observatório de Monte John na Nova Zelândia.